# Rutherford Creek
Der Rutherford Creek ist ein 25 km langer linker Nebenfluss des Green River in der kanadischen Provinz British Columbia.

## Flusslauf
Der Rutherford Creek hat sein Quellgebiet im Pemberton Icefield auf einer Höhe von etwa 1500 m, knapp 30 km nördlich von Whistler in den Pacific Ranges, einem Teilgebirge der Coast Mountains. Der Rutherford Creek fließt anfangs 10 km in südsüdöstlicher Richtung und wendet sich anschließend nach Osten. Der östliche Teil des  Appa-Gletschers sowie der südliche Teil des Ipsoot-Gletschers werden über den Rutherford Creek entwässert. Dieser mündet 3,5 km oberhalb der Nairn Falls in den Green River. Der British Columbia Highway 99 (Whistler–Pemberton) und die Bahnlinie der Canadian National Railway überqueren den Fluss einen knappen Kilometer oberhalb dessen Mündung.

## Hydrologie
Der Rutherford Creek entwässert ein Areal von 179 km². Der mittlere Abfluss liegt bei 11,6 m³/s. Die höchsten monatlichen Abflüsse treten gewöhnlich während der Eisschmelze der Gletscher im Juni und Juli auf.

## Wasserkraftnutzung
10 km oberhalb der Mündung befindet sich ein Wehr, an welchem ein Teil des Flusswassers über eine 8 km lange unterirdische Druckleitung dem an der Flussmündung gelegenen Laufwasserkraftwerk zugeführt wird. Das Kraftwerk wurde im Juni 2004 in Betrieb genommen. Es besitzt 2 Pelton-Turbinen mit einer Gesamtleistung von 49,9 MW. Die geplante Jahresstromerzeugung liegt bei 180 GWh. Die Fallhöhe beträgt 378,5 m. Der Ausbaudurchfluss liegt bei 17,2 m³/s.

## Kayak-Anlage
Als Ersatzmaßnahme für die Errichtung des Wasserkraftwerks wurde unterhalb diesem die Rutherford Whitewater Kayaking Facility angelegt. Diese beinhaltet eine 600 m lange künstliche Kayak-Strecke mit einem Gefälle von 17 m und einer Durchflussrate von 17,5 m³/s.